# Ботчи
Ботчи  — река в Хабаровском крае России.
Одна из крупнейших рек на территории Советско-Гаванского района. Берёт своё начало в горах Сихотэ-Алиня между вершинами Моховая и Конская Голова, прорезает район с запада на юго-восток. Впадает в Татарский пролив. Река горная, с каменистым дном, извилистым руслом. Длина реки — 106 км, площадь водосборного бассейна — 2810 км².
В верховьях берега реки поросли елово-лиственничным лесом. В среднем течении, ниже устья Елизаровской, она разделяется на множество проток, ель меняется на пихту.
В бассейне реки расположен Ботчинский заповедник. В устье реки расположено село Гроссевичи.

## Притоки
Объекты перечислены по порядку от устья к истоку.
- 5,8 км: Иха
- 10 км: Моисеев Ключ
- 20 км: Тагильцев Ключ
- 24 км: Мульпа
- 45 км: Ясы
- 51 км: Партизанский ключ
- 53 км: Кукша
- 64 км: Угарный Ключ
- 70 км: Елизаровская
- 76 км: Осенний
- 78 км: Южный Кабаний

## Данные водного реестра
По данным государственного водного реестра России относится к Амурскому бассейновому округу, водохозяйственный участок реки — Реки пролива Невельского и бассейна Японского моря от мыса Лазарева до северной границы бассейна р. Самарга. Речной бассейн реки — Бассейны рек Японского моря.
Код объекта в государственном водном реестре — 20040000112118200004220.